# Vysotskiy Peak
Der Vysotskiy Peak (russisch Гора Высоцкого Gora Wyssozkowo, deutsch ‚Wyssozkiberg‘; norwegisch Vysockijfjellet) ist ein 2035 m hoher Berg im ostantarktischen Königin-Maud-Land. Im Alexander-von-Humboldt-Gebirge des Wohlthatmassivs ragt er oberhalb der Schüssel-Moräne im nördlichen Teil des Gorki-Rückens auf.
Entdeckt und anhand von Luftaufnahmen kartiert wurde der Berg bei der Deutschen Antarktischen Expedition (1938–1939) unter der Leitung Alfred Ritschers. Eine weitere Kartierung erfolgte anhand von Luftaufnahmen und Vermessungen der Dritten Norwegischen Antarktisexpedition (1956–1960). Sowjetische Wissenschaftler nahmen zwischen 1960 und 1961 eine neuerliche Kartierung und die Benennung vor. Namensgeber ist der russische bzw. sowjetische Geograph Grigori Nikolajewitsch Wyssozki (1865–1940). Das Advisory Committee on Antarctic Names übertrug die russische Benennung 1970 in angepasster Form ins Englische.